# Gouden Moskee

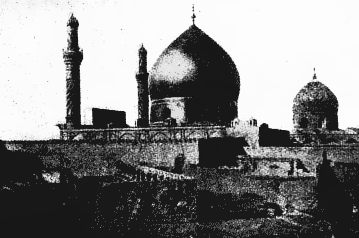
Een oude zwart-witfoto van de Gouden Moskee

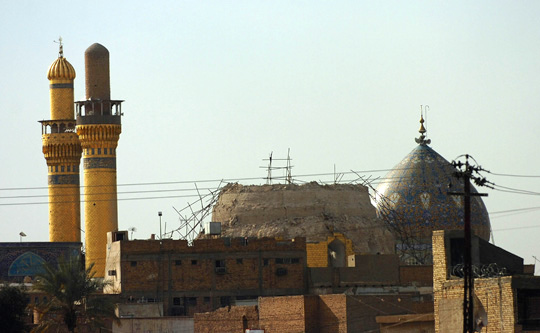
De al-Askari-schrijn na de aanslag van 22 februari 2006

De Gouden Moskee of ook wel de al-Askari-schrijn is een sjiitisch schrijn in de Iraakse stad Samarra.
In dit heiligdom liggen imam Ali al-Hadi en zijn zoon imam Hasan al-Askari, respectievelijk de tiende en de elfde imam van de Twaalver sjiieten, begraven. Tevens is dit de locatie waar de twaalfde en laatste imam, de Mahdi, in 878 op mysterieuze wijze verdwenen zou zijn om pas bij het einde der tijden op aarde terug te keren. De imams zijn nakomelingen van de profeet Mohammed.
Op de plek van het graf van de Twee Askari's, zoals ze ook wel genoemd worden, werd in 944 begonnen met de aanleg van een sjiitisch heiligdom. Het complex werd herhaaldelijk uitgebreid en in 1905 werd een 68 m hoge koepel gebouwd, die met 72.000 stukjes bladgoud was bedekt. De doorsnee van de koepel was 20 m. Deze koepel staat boven het graf terwijl een blauwe koepel de locatie aangeeft waar de Mahdi verdween.
Elk jaar trekt het heiligdom duizenden sjiitische pelgrims. Volgens traditie werd lange tijd een gezadeld paard met soldaten naar de moskee gebracht om voorbereid te zijn op de terugkeer van de Mahdi.
De benaming Gouden Moskee wordt het meest gebruikt in het Nederlandse taalgebied, maar feitelijk is het gebouw geen moskee omdat er geen actieve religieuze diensten worden gehouden. Het gebouw is een schrijn, een plek waar een heilige begraven is.

## Irakoorlog en daarna
In 2004 werd het gebouw en de rest van Samarra door een militante soennitische groepering korte tijd bezet. Iraakse en Amerikaanse troepen heroverden de stad in oktober 2004.
Op 22 februari 2006 werd bij een bomaanslag de gouden koepel van de moskee opgeblazen. De bomaanslag werd vermoedelijk gepleegd door soennitische extremisten maar geen enkele groep heeft de verantwoordelijkheid opgeëist.
Na de aanslag kondigde premier Ibrahim Jaafari drie dagen van nationale rouw af, waarop in het hele land winkels, bedrijven en instellingen gesloten werden. De vooraanstaande sjiitische geestelijke ayatollah Ali al-Sistani riep zijn volgelingen op om te protesteren maar af te zien van geweld. Desondanks leidde de aanslag tot een golf van geweld. In Irak werden in de dagen erna ten minste 33 soennitische moskeeën aangevallen en kwamen bij geweld meer dan 100 mensen om het leven.
De soennitische partij staakte de onderhandelingen over de vorming van een nieuwe coalitie, omdat zij van mening waren dat de soennieten niet goed beschermd werden tegen woedende sjiieten. Diverse analisten waarschuwden dat de aanslag mogelijk een begin kon zijn van een burgeroorlog op grote schaal in Irak.
In Den Haag gingen op zondag 26 februari 2006 enkele honderden sjiieten de straat op om te protesteren tegen de aanslag. De betoging is zonder incidenten verlopen.
Na de aanslagen werd de schrijn gerestaureerd en naar verwachting zou eind 2012 de restauratie gereed zijn.